# Томашевка (Смоленская область)
Томашевка — деревня в Смоленском районе Смоленской области России. Входит в состав Пригорского сельского поселения. Население — 63 жителя (2010 год).
Расположена в западной части области в 5 км к юго-востоку от Смоленска, в 1 км западнее автодороги А141 Орёл — Витебск, на берегу реки Нагать. В 7 км восточнее деревни расположена железнодорожная станция Тычинино на линии Смоленск — Рославль. 

## История
В годы Великой Отечественной войны деревня была оккупирована гитлеровскими войсками в июле 1941 года, освобождена в сентябре 1943 года. 